# جورج بالچ ویلسون
جورج بالچ ویلسون (انگلیسی: George Balch Wilson؛ زادهٔ ۱ ژانویهٔ ۱۹۲۷) آهنگساز، و استاد دانشگاه اهل ایالات متحده آمریکا است.
وی همچنین برندهٔ جوایزی همچون برنامه فولبرایت شده‌است.